# 詹姆斯站
詹姆斯站站（英語：James's）是一個位於愛爾蘭都柏林聖詹姆斯醫院外的都柏林轻轨站，在2004年通車，靠近三一健康科學中心。車站命名自附近的公營住宅法蒂瑪大樓（Fatima Mansions）。
都柏林公車路線13、40和123均能到達此站。